# عاشور شرفي
عاشور الشورفي من مواليد 16 أبريل 1955 بأحمد الراشدي  في منطقة ميلة بالجزائر، هو صحفي وشاعر وروائي جزائري موسوعي . مؤلف غزير الإنتاج، نشر العديد من القواميس الموسوعية المكرسة للثقافة والتاريخ الجزائريين. 

## سيرة شخصية
قام بدراساته الأساسية (1960-1966) في قريته الأصلية، ودراساته المتوسطة في أمير عبد القادر (1966-1970) وفي مدرسة الكندي الثانوية في جيجل (1970-1973). 
بينما كان لا يزال طالبًا في المدرسة الثانوية، نشر قصائده الأولى في Revue du Conservatoire d'Alger. 
أجرى دراسات عليا في الصحافة في معهد العلوم السياسية والإعلام بجامعة الجزائر (1974-1978) حيث دافع عن أطروحة مخصصة للصحافة النقابية والمسالة الوطني,
في هذه الأثناء، عمل في الجزائر الجزائرية الشهرية قبل أن ينضم إلى صحيفة المجاهد كمتعاون مستقل (1977) ، ثم كصحفي محترف بعد عام (1978). أمضى سنتين كقاضي (1978-1980) ، وأثناء مسيرته المهنية كصحفي محترف في صحيفة المجاهد اليومية.
بدأ بنشر مجموعات من الشعر والقواميس والمقالات. وهو رئيس مجلس الإدارة والمدير التنفيذي لصحيفة المجاهد اليومية من 6 ديسمبر 2015 إلى 17 نوفمبر 2019.

## مؤلفاته
- العقيق
- هلا أو رقصة خائنة
- الذاكرة الجزائرية: قاموس السيرة الذاتية
- قاموس الموسيقيين والفنانين الجزائريين
- الطبقة السياسية الجزائرية من عام 1900 حتى يومنا هذا: معجم السيرة الذاتية
- المنزل الملعون
- كتاب جزائريون: قاموس ببليوغرافي
- كتاب الرسامين الجزائريين: قاموس ببليوجرافي
- قاموس الثورة الجزائرية (1954-1962)
- مختارات جزائرية
- الموسوعة المغاربية
- قاموس كتب الثورة الجزائرية 1954 حتى يومنا هذا
- الصحافة الجزائرية ، التكوين ، الصراعات والتحديات ، مقال
- قاموس التجمعات الجزائرية: المدن والقرى والنجوع والقصار والدوار والمطاط والتجمعات
- موسوعة الدول الإسلامية
- حمامات الرئيس تليها نهاراً ليلاً
- معجم السينما الجزائرية والأفلام الأجنبية عن الجزائر
- قاموس صغير للمسرح الجزائري: كتاب مسرحيون ، ممثلون ، ملخص مسرحيات
- الموسوعة الصغيرة الجزائرية ، 5 مجلدات

## وصلات خارجية
- صفحة كتبه على موقع كودريدرز